# 超大光度X線源
超大光度X線源 (ultra-luminous X-ray source、ULX)は、活動銀河核よりは光度が小さいが、あらゆる恒星の過程よりも光度が大きなX線の源である。 (> 1039 エルグ/s, or 1032 ワット)。全ての方向に等しくX線を放射していると考えられている。通常、1つの銀河には1つ以下のULXが存在するが、複数のULXを持つ銀河もある。天の川銀河はULXを持たない。ULXの光度は、中性子星や恒星ブラックホールのエディントン光度さえも越えていることに注目が集まっている。ULXのエネルギー源については分かっていない。

## 観測
ULXは、1980年代にHEAO-2で初めて発見された。後にROSATで観測が行われ、解像度が大きく向上したXMM-Newtonやチャンドラで研究上の大きな進展が見られた。チャンドラによるULXの観測では、通常、1つの銀河には1つ以下のULXが存在することが明らかになった。
ULXは楕円銀河も含む全ての型の銀河で発見されているが、星形成銀河と相互作用銀河で最も良く見られる。実際、ULXの数割は背景クェーサーである。またX線源がULXである可能性は渦巻銀河よりも楕円銀河の方が高い。

## 著名なULX
- Holmberg II X-1: この著名なULXは矮小銀河に存在する。XMMによって何度も観測され、X線源は大きなX線連星か降着した中間質量ブラックホールであることが明らかとなった。

- M74: 2005年のチャンドラによる観測より、中間質量ブラックホールが存在する可能性が示唆された。

- M82-X1: 2004年10月時点で、最も光度の大きいULXであり、良く中間質量ブラックホールの一番の候補であると言われる[3]。 M82-X1は星団を伴っており、62日間ごとの準周期的振動を見せる。

- M101-X1:最も明るいULXの1つであり、光度は1041 erg/s (1034 W)に達する。このULXはこれまで超巨星とされていた可視光源とも一致しており、X線連星だと考えられている[4]。

- NGC 1313-X1, X2: NGC 1313は、レチクル座の方角にある渦巻銀河であり、2つのULXを含んでいる[5]。これらの2つのX線源は温度の低いディスクコンポーネントを持っていた。これは中間質量ブラックホールの存在可能性を示す証拠と解釈されている[6]。